# IonQ
IonQ, Inc.是美國的一家量子計算硬體和軟體公司，總部位於馬里蘭州大學園。IonQ由杜克大學教授Christopher Monroe和Jungsang Kim在2015年創立，並且得到了Harry Weller和Andrew Schoen的幫助。
2021年10月。IonQ在紐約證券交易所上市。

## 外部連結
- 官方网站